# Holmes Chapel

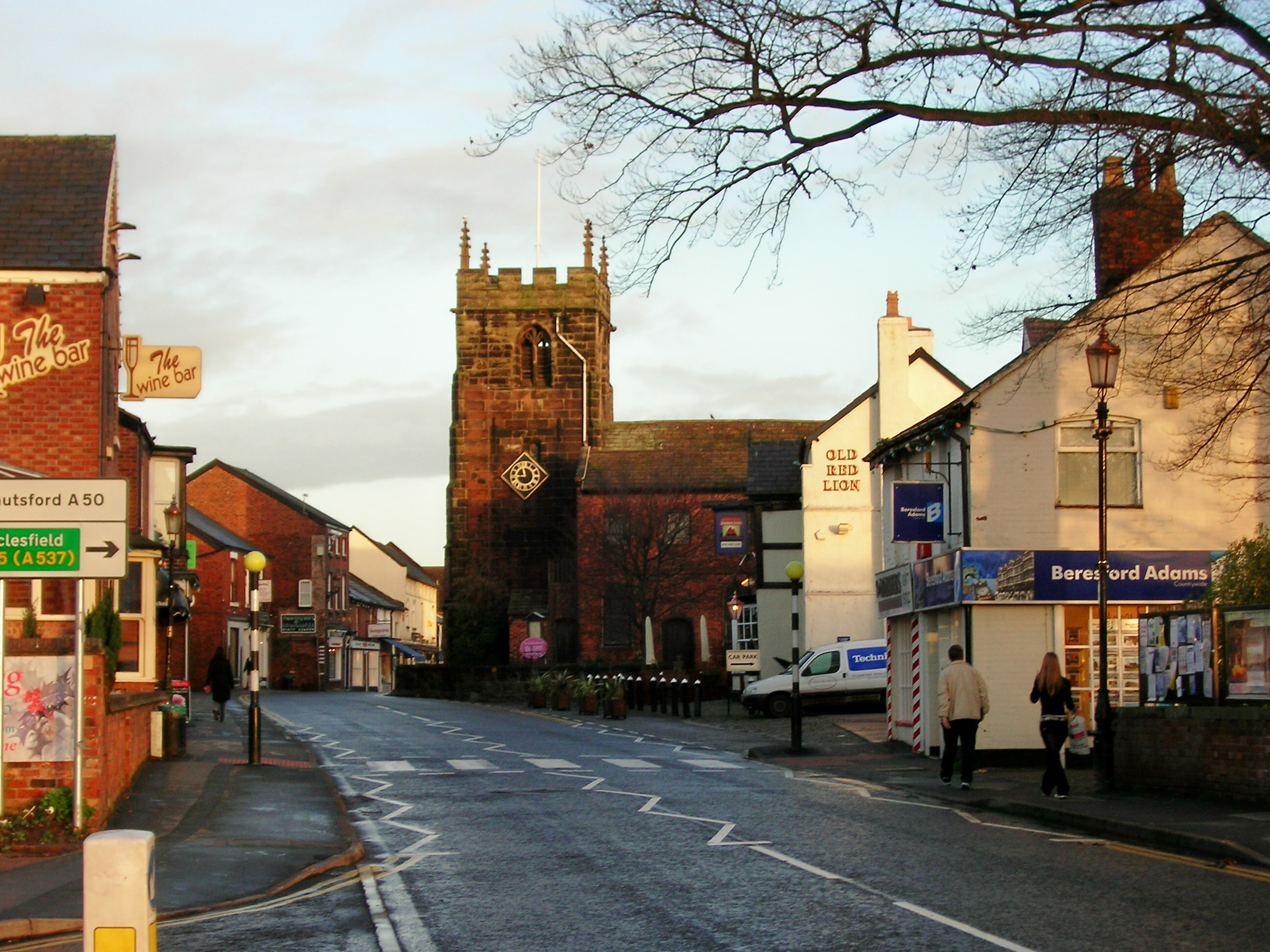
Holmes Chapel, Blick von der A50 in Richtung der St. Luke’s Church

Holmes Chapel ist ein Dorf im Osten von Cheshire, England. Es liegt ca. 23 Kilometer nordwestlich von Stoke-on-Trent und 32 Kilometer südwestlich von Manchester. Gleichzeitig ist Holmes Chapel der Hauptort des gleichnamigen Civil parish mit 5669 Einwohnern (Stand 2001).

## Geschichte
Die Geschichte von Holmes Chapel (dessen Namensbestandteil Chapel übersetzt Kapelle bedeutet) ist eng verknüpft mit der örtlichen Pfarrkirche, die bereits im 13. Jahrhundert als Filialkirche von Sandbach Erwähnung fand. Ihr Kirchenbuch reicht bis in das Jahr 1613 zurück.
Bei einem Brand im Juli 1753 wurde der damals aus 19 Gebäuden bestehende Ort nahezu vernichtet. Nur die Kirche, der Pub und zwei Cottages blieben erhalten.
Holmes Chapel wurde im 19. Jahrhundert auch als Hulme oder Church Hulme bezeichnet. Zunächst war es ein Ortsteil von Sandbach, bis es 1866 dem neu begründeten Civil Parish Church Hulme zufiel. Neben dem Dorf Holmes Chapel gehörten Teile des Weilers Saltersford dazu. 1801 lebten 314 Personen in Church Hulme, 100 Jahre später waren es nach stetiger Zunahme 1460 Personen.
Am 11. Oktober 1976 wurde der Civil parish in Holmes Chapel umbenannt. Am 1. April 1982 vergrößerte er sich um einen Teil des Civil parish Cranage. Dabei handelte es sich um den ehemaligen Civil parish Cotton, der seit 1936 zu Cranage gehörte.
Einwohnerzahl und Größe des Ortes stiegen seit seiner Gründung kontinuierlich, insbesondere Ende des 20. Jahrhunderts, was unter anderem an der guten Verkehrsanbindung lag.

## Verkehr

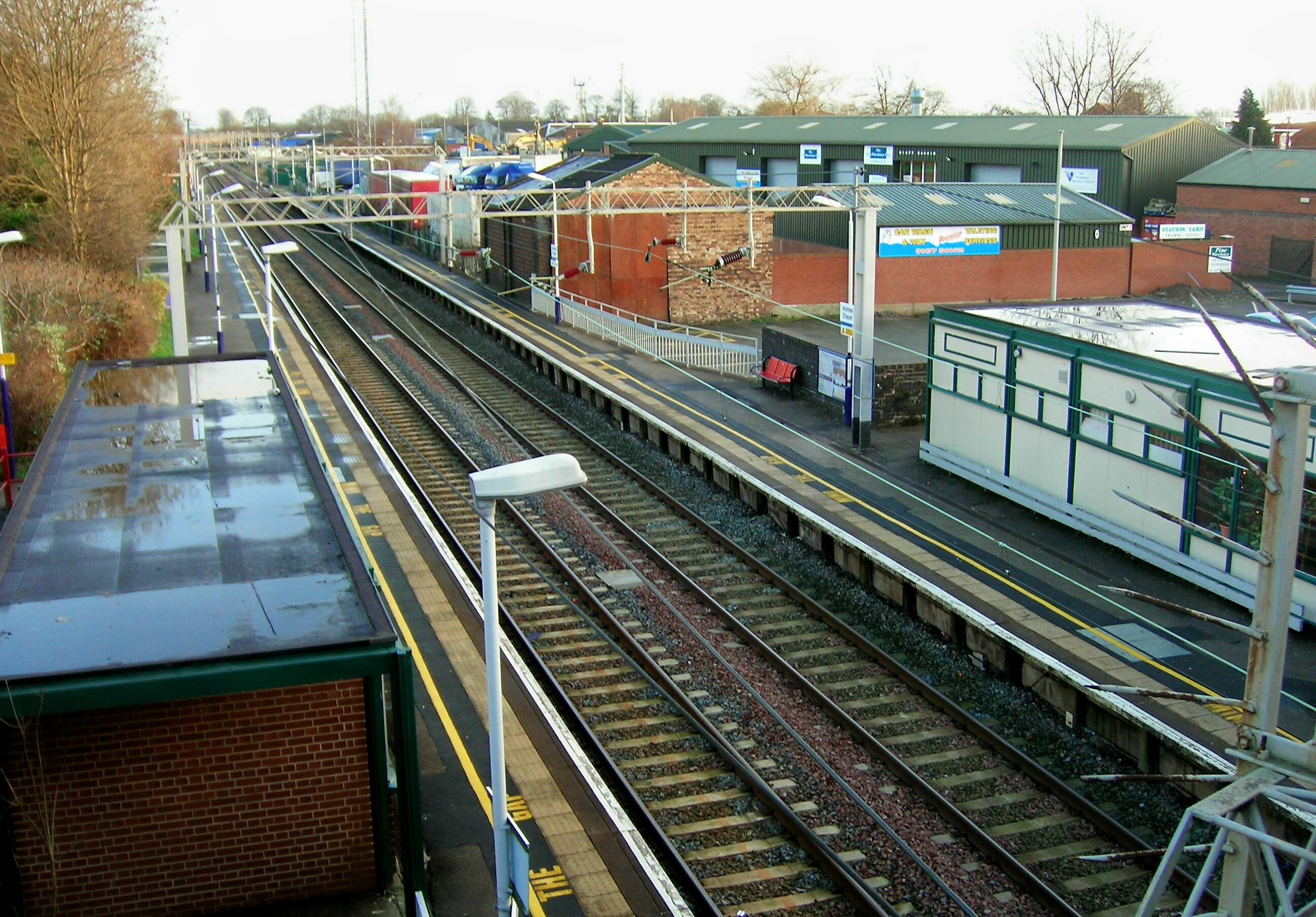
Bahnhof Holmes Chapel

Holmes Chapel hat einen Bahnhof mit zwei Bahnsteigen, der von Northern Rail betrieben wird. Von dort fahren stündlich Züge in Richtung Crewe und Manchester Piccadilly.
Durch Holmes Chapel führt die Fernverkehrsstraße A50, die Warrington mit Leicester verbindet. Sie kreuzt sich im Ort mit der A54, über welche wiederum die ca. eine Meile entfernte 18. Auffahrt der M6 erreichbar ist.

## Bildung
Im Dorf befindet sich eine Grundschule, die Holmes Chapel Primary School und eine weiterführende Schule, die Holmes Chapel Comprehensive School. Sie wurde 1978 gegründet und beschäftigt 74 Lehrer, die 1247 Schüler im Alter von 11 bis 18 Jahren unterrichten (Stand 2012).

## Bauwerke
Das älteste erhaltene Gebäude in Holmes Chapel ist die Pfarrkirche St. Luke’s Church, ein Nachfolgebau der bereits früher im Ort existierenden Kirche. St. Luke’s Church wurde um 1430 im Perpendicular Style als Fachwerkgebäude mit einem Kirchturm aus Sandstein errichtet. Zu Beginn des 18. Jahrhunderts wurden das Langhaus und der Altarraum mit im flämischen Verband angeordneten roten Ziegeln umhüllt. 1967 setzte English Heritage die St. Luke’s Church auf die Denkmalliste.
Ein weiteres Gebäude mit langer Tradition ist der Pub Old Red Lion, der erstmals 1625 in einem Testament erwähnt wurde.

## Persönlichkeiten
- Henry Cotton (1907–1987), Golfer
- Emily Ford (* 1994), Ruderin
- Harry Edward Styles (* 1994), Sänger und Schauspieler (aufgewachsen in Holmes Chapel)

## Partnerstadt
- Bessancourt, Frankreich, seit 1979
- Brugg, Schweiz, seit 1994
- Honolulu, Hawaii (USA), seit 1997